# 羅貝托·薩維亞諾
羅貝托·薩維亞諾（義大利語：Roberto Saviano，義大利語發音：[roˈbɛrto saˈvjaːno]，1979年9月22日—）是義大利男作家、記者、評論家和編劇。以自己的首本著作《娥摩拉》而聞名，該書中使用了文學和調查報告來講述集揭露該地區的經濟現實，以及克莫拉犯罪集團和其組織性犯罪的商業活動。該書之後被改編成2008年電影及2014年電視劇；其中，薩維亞諾親自擔任電視劇的主創。
克莫拉氏族卡薩萊斯家族於2006年首次提出死亡威脅之後，薩維亞諾在卡薩爾迪普林奇佩廣場上的一場合法性示威活動中譴責了這一家族；自2006年10月13日以來，他一直在警察的嚴謹保護下生活。
他曾與許多重要的義大利和國際報紙合作。目前，他為義大利的出版物《L'espresso》、《共和國報》與《The Post Internazionale》撰寫文章。在國際上，他則與美國的《華盛頓郵報》、《紐約時報》、《時代雜誌》合作；在西班牙與《国家报》合作；在德國與《时代周报》和《明镜》合作；在瑞典與《Expressen》合作；而在英國的合作則為《泰晤士报》和《衛報》。
他勇敢的立場贏得了許多重要作家和其他文化人物的讚譽，如安伯托·艾可。

## 外部連結
- 官方網站 （页面存档备份，存于）
- Articles by Roberto Saviano published on Nazione Indiana （页面存档备份，存于）
- Il Sistema Camorra （页面存档备份，存于）, Interviewed by Arcoiris TV (VIDEO)
- Roberto Saviano在互联网电影资料库（IMDb）上的資料（英文）
- A Reflection on Gomorrah in the context of the New Italian Epic  （页面存档备份，存于）, opening talk at the conference "The Italian Perspective on metahistorical fiction: The New Italian Epic", IGRS, University of London, 2008-10-02
- Top Naples Policeman Opposes Protection for Anti-Mafia Author （页面存档备份，存于） by 《爱尔兰时报》